# Pelopidas mathias
Pelopidas mathias is een dagvlindersoort uit de familie van de dikkopjes. De soort komt voor in warme gebieden van Oost-Azië tot Oceanië en Afrika. De spanwijdte bedraagt 13 tot 21 millimeter.
De waardplanten zijn rijst, Ehrharta erecta, Japans bloedgras, Saccharum officinarum, Cymbopogon nardus, Miscanthus sinensis, Miscanthus floridulum, Brachiaria mutica en Paspalum conjugatum.